# Mit brennender Sorge

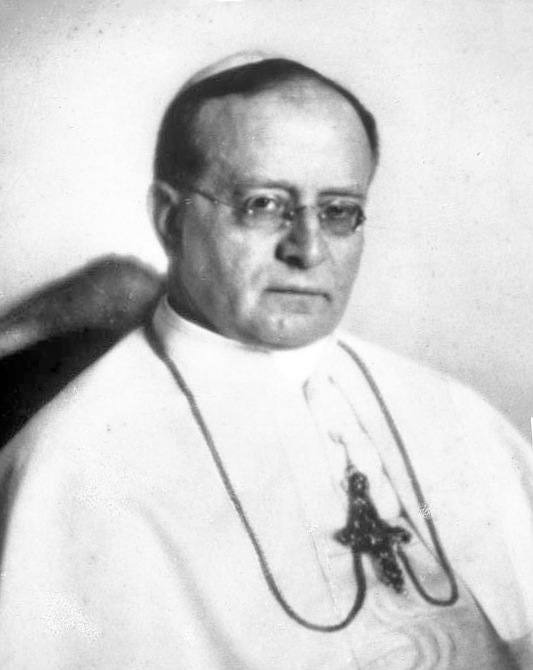
Papa Pio XI

Mit brennender Sorge ("Com ardente preocupação") é uma carta encíclica do papa Pio XI, datada de 14 de março de 1937, que condena o nacional-socialismo e a sua ideologia racista e racialista.
A encíclica foi publicada dias antes de Divini Redemptoris, uma condenação similar ao comunismo na Rússia. Em 1933, Pio XI havia negociado uma concordata com a Alemanha, mas Hitler deixou de honrar seus compromissos, o que fez com que as críticas do Papa se tornassem mais severas nos anos seguintes.
Mit brennender Sorge é considerada como o primeiro documento público de um chefe de Estado europeu a criticar o nazismo. Em uma das suas passagens mais célebres, contém o que é frequentemente interpretado como um ataque pessoal ao Führer:
"Aquele que, com sacrílego desconhecimento das diferenças essenciais entre Deus e a criatura, entre o Homem-Deus e o simples homem, ousar colocar-se ao nível de Cristo, ou pior ainda, acima d'Ele ou contra Ele, um simples mortal, ainda que fosse o maior de todos os tempos, saiba que é um profeta de fantasias a quem se aplica espantosamente a palavra da Escritura: 'Aquele que mora nos céus zomba deles' (Sal 2,4)". A encíclica também desperta interesse por ser um dos poucos documentos oficiais da Santa Sé a ter a sua versão oficial em vernáculo. No caso, por ser direcionada especificamente à Igreja da Alemanha, o pontífice optou por escrevê-la em alemão.
Concluída a redação, cópias da encíclica foram enviadas clandestinamente à Alemanha em motos Malaguti, para não serem apreendidas pela Gestapo. Em seguida, foram reproduzidas por oficiais gráficos da Igreja Católica e distribuídas aos bispos, padres e capelães, com ordens de que fossem lidas em todas as paróquias após a homilia da missa matutina do dia 21 de março de 1937, festa de Domingo de Ramos. Acredita-se que a data tenha sido escolhida por ser uma das festas do ano litúrgico em que a presença de fiéis e autoridades costuma ser máxima, aumentando o impacto da mensagem. A retórica usada pelo Papa Pio XI no documento é de uma agressividade raramente vista em documentos papais.
A reação de Hitler por meio da Gestapo foi violenta: recrudesceu imediatamente a perseguição aos católicos alemães, ocasionando a prisão de mais 1100 clérigos, e ordenou a veiculação de uma campanha publicitária anticlerical sob a direção do ministro Joseph Goebbels. Publicada ainda em 1937, época em que Adolf Hitler gozava de certo prestígio na opinião pública ocidental, e a guerra parecia uma possibilidade remota, a encíclica surpreendeu pelo tom duro e foi alvo de algumas críticas na imprensa secular e de alguns católicos laicos, que ainda defendiam a convivência pacífica com o Terceiro Reich e não compreenderam a atitude do Pontífice.
Para escrever o documento, Pio XI contou com a colaboração e as informações dos cardeais alemães Adolf Bertram, Michael von Faulhaber e Karl Joseph Schulte e dos dois bispos mais contrários ao regime hitlerista: Clemens von Gallen e Konrad von Preysing, além da intervenção decisiva do Cardeal  Eugênio Pacelli — futuro Papa Pio XII — e dos seus auxiliares alemães, Mons. Ludwig Kaas e dos jesuítas Robert Leiber e Augustin Bea.

## Conteúdo

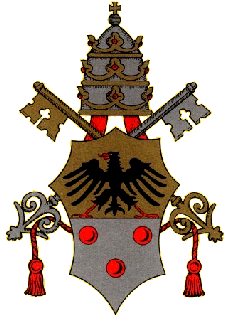
Brasão pontifício de Pio XI

A Encíclica Mit Brennender Sorge fala de "direitos humanos inalienáveis dados por Deus" e invoca uma natureza humana que passa por cima de barreiras nacionais e raciais. No documento, o Papa Pio XI adverte: "Todo aquele que tome a raça, o povo ou o Estado (…) e os divinize em um culto idolátrico, perverte e falsifica a ordem criada e imposta por Deus". O pontífice critica o que chama de "mito de sangue e solo", afirmando a incompatibilidade entre racismo e cristianismo.
"A revelação, que culminou no Evangelho de Jesus Cristo, é definitiva e obrigatória para sempre, não admite complementos de origem humana, e muito menos sucessões ou substituições por revelações arbitrárias, que alguns corifeus modernos pretenderiam fazer derivar do chamado mito do sangue e da raça. Desde que Cristo, o Ungido do Senhor, consumou a obra da redenção, quebrando o domínio do pecado e tornando-nos merecedores da graça de chegar a ser filhos de Deus, desde aquele momento não se deu aos homens nenhum outro nome sob o céu, para conseguir a bem-aventurança, senão o nome de Jesus. Por mais que um homem encarnasse em si toda a sabedoria, todo o poder e toda a pujança material da terra, não poderia assentar fundamento diverso daquele que Cristo colocou."
"Os livros sagrados do Antigo Testamento são todos palavra de Deus, parte substancial de sua revelação (…) Em algumas partes, fala-se da imperfeição do homem, da sua fraqueza e do pecado (…) Além de outros inumeráveis traços de grandeza e de nobreza, falam da tendência superficial e materialista que se manifestava reiteradamente no povo da Antiga Aliança, depositário da revelação e das promessas de Deus. (…) Mas quem não está cego pelo preconceito ou pela paixão pode notar que o que mais luminosamente resplandece, apesar da debilidade humana de que fala a história bíblica, é a divina luz do caminho da salvação que finalmente triunfa sobre todas as falhas e pecados."
A encíclica conclui dirigindo-se aos religiosos católicos da Alemanha em tom de encorajamento:
"A todos aqueles que conservaram para com seus Bispos a fidelidade prometida no dia do Crisma e da ordenação, àqueles que, no cumprimento de seus deveres pastorais e familiares, tiveram e têm de suportar dores e perseguições — alguns até serem encarcerados ou mandados a campos de trabalho —, a todos estes chegue a expressão de gratidão e a bênção do Pai da Cristandade. Nossa gratidão paterna se estende igualmente aos consagrados de ambos os sexos, uma gratidão unida a uma participação íntima pelo fato de que, como consequência de medidas contra as Ordens e Congregações religiosas, muitos foram arrancados do campo de uma atividade bendita e para eles gratíssima. Se alguns sucumbiram e se mostraram indignos da sua vocação, seus erros, condenados também pela Igreja, não diminuem o mérito da grandíssima maioria que com desinteresse e pobreza voluntária se esforça por servir com plena entrega ao seu Deus e ao seu povo. O zelo, a fidelidade, o esforço em aperfeiçoar-se, a solícita caridade para com o próximo e a prontidão benfeitora daqueles religiosos cuja atividade se desenvolve nos cuidados pastorais, nos hospitais e na escola, são e seguem sendo gloriosa aportação ao bem-estar público e privado. Que não se deixem abater. Um tempo futuro mais tranquilo lhes fará justiça mais que a turbulência que atravessamos."

## Efeitos

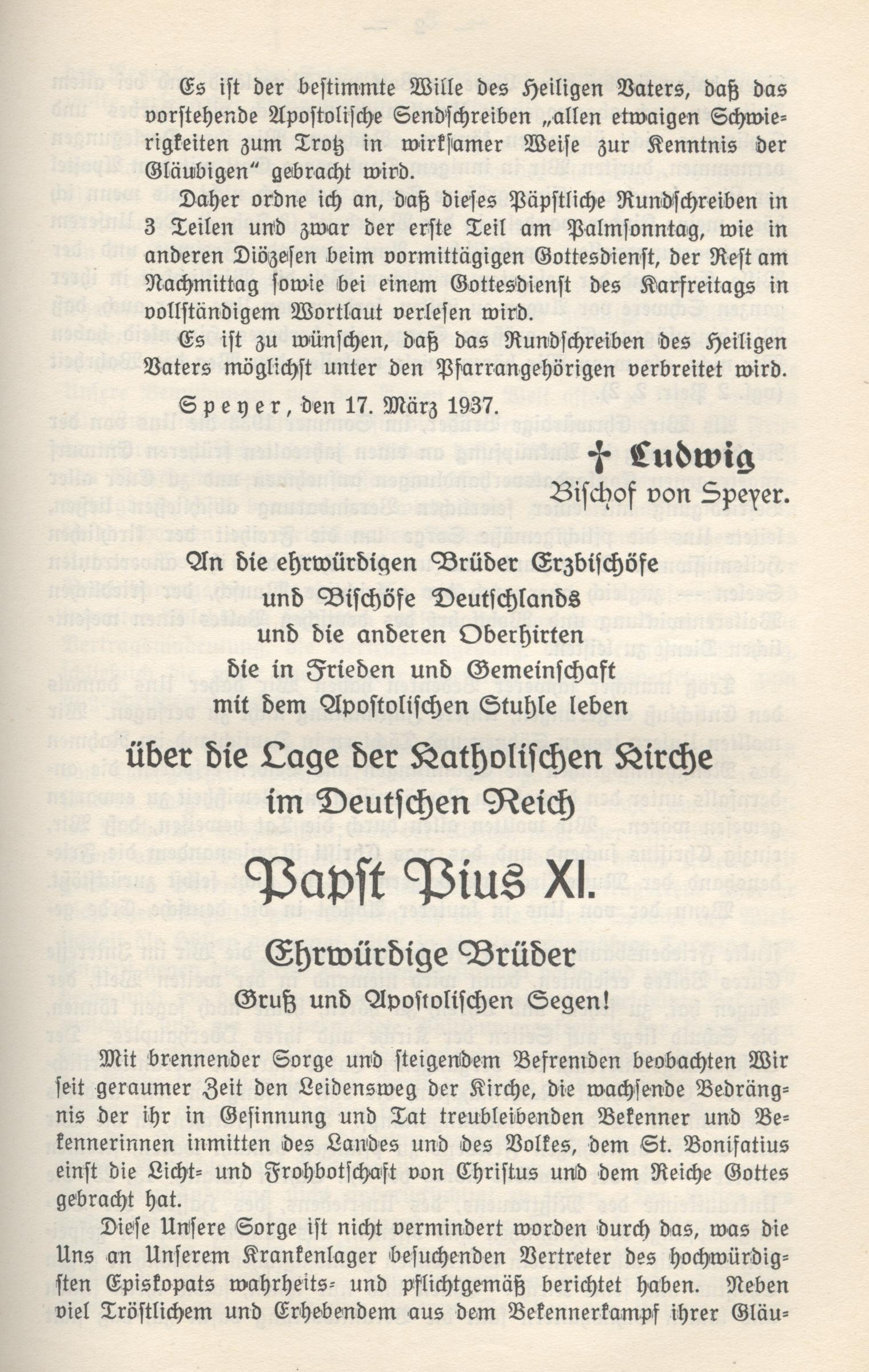
Texto da Encíclica publicada pelo Bispo Ludwig, de Speyer, em 17 de março de 1937

Na época foi uma surpresa geral para os fiéis, as autoridades e a polícia, a leitura da encíclica nas missas do domingo de Ramos, 21 de março de 1937, em todos os templos católicos alemães, que eram então mais de 11 mil igrejas. Seu impacto entre as elites dirigentes alemãs foi forte. Em toda a breve história do Terceiro Reich, nunca recebeu este na Alemanha uma contestação de amplitude e gravidade que se aproximasse da que se produziu com a Mit brennender Sorge. No entanto, o controle intensivo que o regime exercia sobre a imprensa e a falta de liberdade de circulação de informações impediu que o impacto fosse maior entre as massas, sendo seu conteúdo prontamente censurado e respondido com uma forte campanha publicitária anticlerical. No dia seguinte à leitura nos púlpitos, todas as paróquias e escritórios das dioceses alemãs foram visitados por oficiais da Gestapo que apreenderam as cópias do documento.
Como era de se esperar, no mesmo dia o órgão oficial nazista, Völkischer Beobachter, publicou uma primeira réplica à encíclica — que foi também a última. O ministro alemão da propaganda, Joseph Goebbels, foi suficientemente perspicaz para perceber a força do documento e entender que o mais conveniente era ignorá-lo completamente, fazendo uso do extensivo controle dos meios de comunicação que o Reich já possuía na altura para censurar o seu conteúdo e qualquer referência a ele.
Após a leitura e publicação da encíclica, as perseguições anticatólicas tiveram lugar, e as relações diplomáticas Berlim-Vaticano ficaram severamente estremecidas. Em maio de 1937, 1100 padres e religiosos são lançados nas prisões do Reich, e em 1938 304 sacerdotes católicos são deportados para Dachau. As organizações católicas são dissolvidas e as escolas confessionais interditadas.
Até à queda do regime nazista, cerca de onze mil sacerdotes católicos (quase metade do clero alemão dessa época) "foi atingido por medidas punitivas, política ou religiosamente motivadas, pelo regime nazista", terminando muitas vezes nos campos de concentração.

Já Pio XII comentou em 1945:
[Mit brennender Sorge] desmascarou aos olhos do mundo aquilo que o nacional-socialismo era na realidade: a apostasia orgulhosa de Jesus Cristo, a negação da sua doutrina e da sua obra redentora, o culto da força; a idolatria da raça e do sangue, a opressão da liberdade humana.